# Fuente de la Higuerilla
La Fuente de la Higuerilla es un manantial localizado en el municipio de Fuente Palmera en la provincia de Córdoba (España).

## Descripción

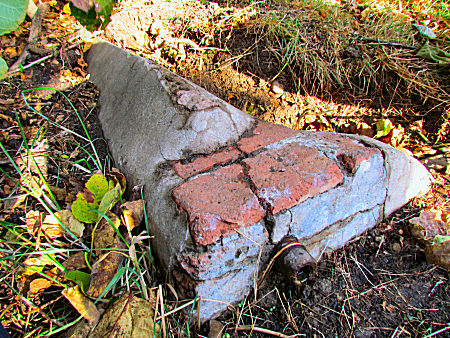
Fuente de la Higuerilla

Actualmente destruido y ya desaparecido por completo, se trataba de una fuente antigua alimentada por un venero abovedado en arco de medio punto que acumulaba agua en su fondo a modo de pequeño aljibe-decantador. Su diámetro era de unos 80 cm y poseía un pequeño abrevadero circular de ladrillo macizo. A mitad del siglo XVIII fue intervenida con una pequeña obra que consistió en abrirle un drenaje extra a mayor profundidad (2-3 metros) y conducirlo pendiente abajo en una longitud de unos 30 metros, hasta hacerlo asomar por un cañuelo 4 metros de cota más bajo que la galería original. El motivo de la ampliación, se hizo probablemente para aumentar el tiempo de uso de dicho manantial, ya que los largos períodos de sequía existentes en la zona (Desierto de La Parrilla) hacían exigirle el máximo rendimiento a estos acervos hasta la llegada de las lluvias otoñales. 

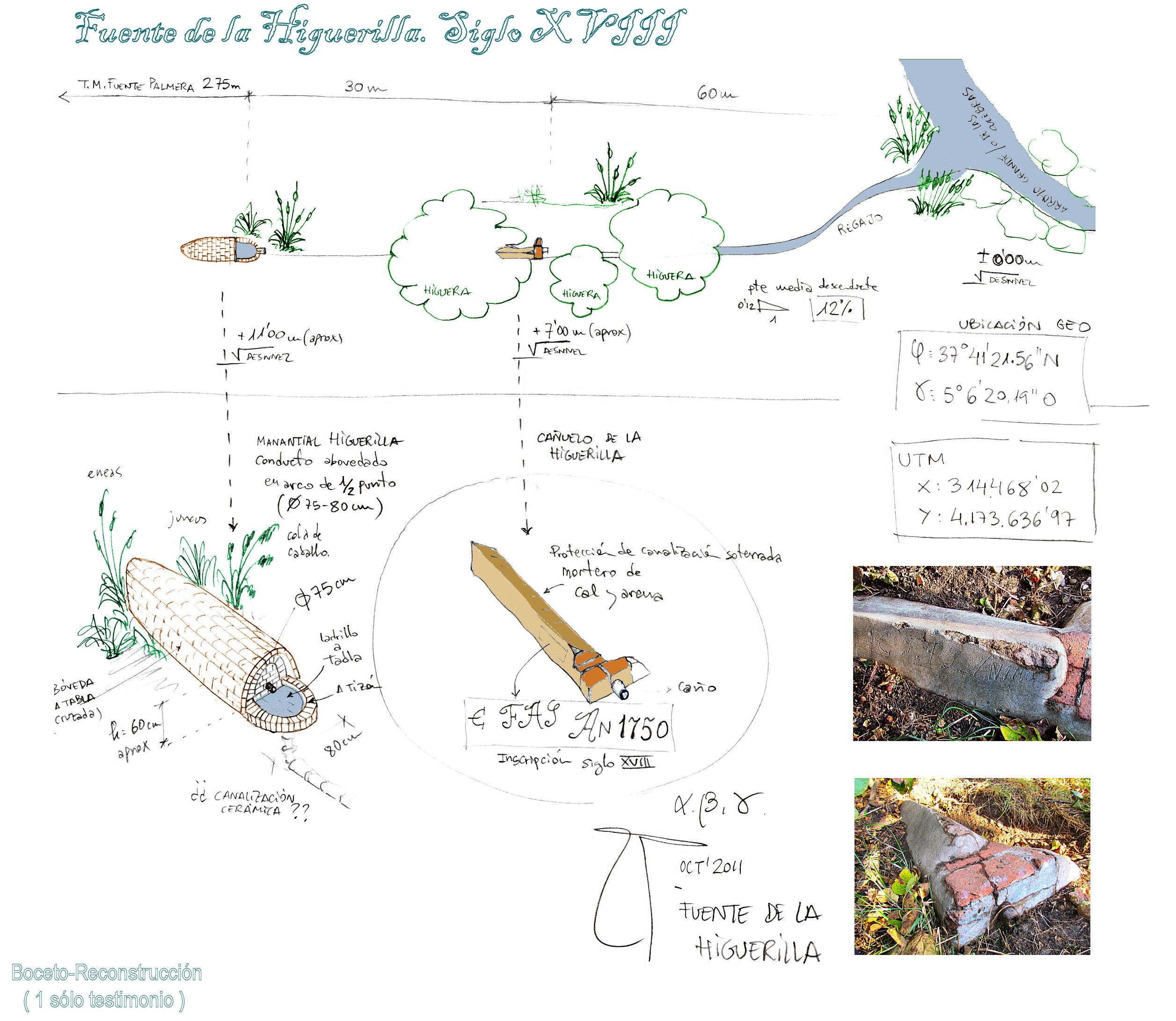
Infografía de Alejandro G.D.

El autor de la obra firmó con las siglas F.A.J. o F.A.L. en el año 1750 sobre el revestimiento del cañuelo soterrado de sección simple triangular (no es cemento como se puede confundir viendo las imágenes, sino de un duro mortero hecho a base de cal y arena). Curiosamente esta obra se hizo para combatir períodos cada vez más prolongados de sequías, justo 19 años antes de que ocuparan esta zona (en un asentamiento a 275 metros) los colonos centroeuropeos alistados dentro del experimento sociológico ilustrado llevado a cabo por  D. Pablo Antonio de Olavide para repoblar todas las zonas baldías del área de La Parrilla, concretamente el cercano núcleo de Fuente Palmera (a poco más de 1 km).
Hasta mediados del siglo XX (1950-1960) los lugareños de las fincas cercanas estuvieron usando esta agua para el consumo humano, ya que el ganado abrevaba en la antigua fuente de Guadamelenas, situada a 370 metros en línea recta. La ubicación de la misma (justo en un lindero separador de diferentes fincas) incitaría a pensar en la conservación del conjunto hidráulico, sin embargo hubo un importante deterioro en los años '90' cuando empezó a intensificar el rendimiento de los cultivos en tierras aledañas. Por suerte el cañuelo construido en 1750 permaneció protegido precisamente por una trama de higueras hasta nuestros días.

## Boceto y reconstrucción histórica
El boceto que recrea la fuente de la Higuerilla, está fundamentado en el testimonio de lugareños.
La metodología empleada para recuperar las dimensiones de yacimientos históricos de reciente destrucción a fin de inventariarlo y reconstruirlo virtualmente se hace mediante la valoración promediada aproximativa de todos los posibles testimonios que se puedan conseguir para luego extrapolarlo a los restos que surjan a fin de corregir medidas de manera fiel. Para este caso se debería haber contado al menos con 2 testimonios más a fin de contrastar resultados y no se pudo debido a la dificultad de encontrar personas vivas que trabajaran por los años 50 en esta zona rural.